# 巴德·謝弗
巴德·史丹利·謝弗（英語：Bud Stanley Schaeffer，1927年5月13日—2015年7月22日），中文名許彼德或許備德，美國籃球運動員、教练。他曾執教中華民國參加1956年夏季奧林匹克運動會等國際賽事。

## 外部連結
- 巴德·謝弗在Basketball-Reference.com（NBA）（英语）
- 巴德·謝弗在RealGM（英语）
- 巴德·謝弗在Olympedia（英语）